# Kali Nadi Occidental

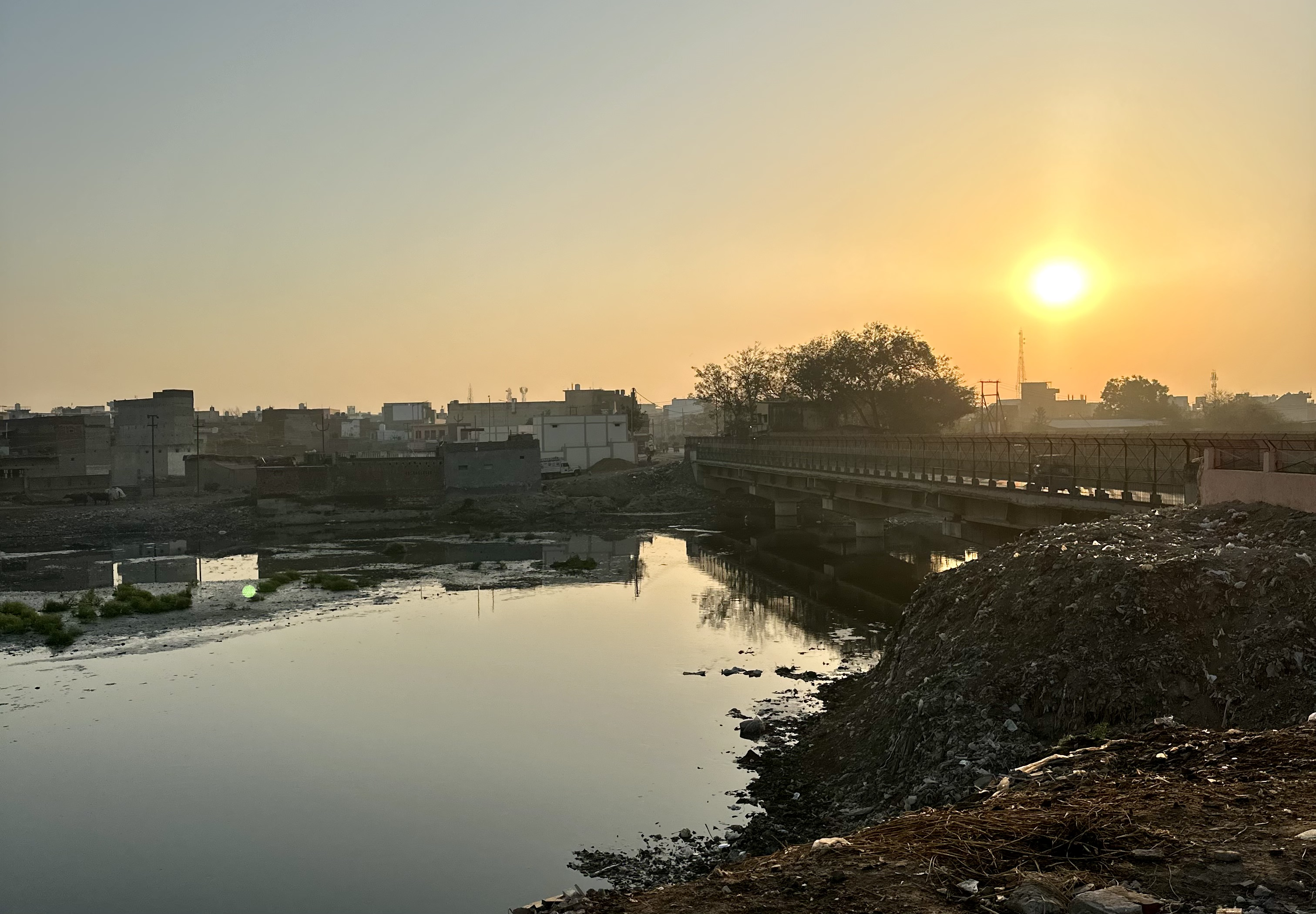
Imatge del riu, suafluent del riu Ganges.

Kali Nadi Occidental (West Kali Nadi) és un riu de l'extrem nord-oest d'Uttar Pradesh, districtes de Saharanpur i de Muzaffarnagar que neix a uns 25 km al sud de les muntanyes Siwalik i corre en direcció sud-oest fins a unir-se al riu Hindan a 29° 19′ N, 77° 40′ E / 29.317°N,77.667°E després d'un curs d'uns 112 km.